# Salamnunggal (Leles)
Salamnunggal is een bestuurslaag in het regentschap Garut van de provincie West-Java, Indonesië. Salamnunggal telt 5022 inwoners (volkstelling 2010).